# SN 2001kh
SN 2001kh – supernowa typu Ia odkryta 10 października 2001 roku w galaktyce A022515-0523. W momencie odkrycia miała maksymalną jasność 21,00m.